# Azanus macalenga
Azanus macalenga är en fjärilsart som beskrevs av Henry Trimen 1870. Azanus macalenga ingår i släktet Azanus och familjen juvelvingar. Inga underarter finns listade i Catalogue of Life.